# Haradok
Haradok (belarussisch Гарадок) ist eine Stadt in Belarus in der Wizebskaja Woblasz.
Die Stadt ist Zentrum des Rajons Haradok und liegt an der Autobahn M8 nördlich von Wizebsk.

## Geschichte
Innerhalb des Großfürstentum Litauen gehörte Haradok zur Woiwodschaft Witebsk, die 1772 bei der ersten Teilung Polens an Russland fiel.
Ein beachtlicher Teil der Bevölkerung von Haradok waren Juden. 1939 lebten etwa 1600 Juden in der Stadt, das waren rund 27 % der Stadtbewohner. Von 10. Juli 1941 bis 24. Dezember 1943 war die Stadt von deutschen Truppen besetzt. Im August 1941 wurden zwischen 120 und 200 Juden wenige Kilometer südlich der Stadt erschossen. Kurz danach wurde ein Ghetto nicht weit von der Stadt eingerichtet. Das Ghetto war an drei Seiten von Stacheldraht begrenzt, die vierte Grenze war der Fluss. Die Insassen hatten Zwangsarbeit zu leisten. Am 14. Oktober 1941 wurde das Ghetto liquidiert und fast 400 Juden im Wald in den Vorobevy-Bergen erschossen. Sie wurden in Gruben getötet, die zuvor von ihnen ausgehoben worden waren.

## Persönlichkeiten
- Nastassja Kinnunen (* 1985), finnisch-belarussische Biathletin